# Leandro Gioda
Leandro Andrés Gioda (Pérez, 1º ottobre 1984) è un ex calciatore argentino, di ruolo difensore.

## Carriera
Ha giocato nella massima serie dei campionati argentino e spagnolo.